# Tortugas
Tortugas is een plaats in het Argentijnse bestuurlijke gebied  Belgrano in de provincie Santa Fe. De plaats telt 2.428 inwoners.